# Helicomyxa
Helicomyxa är ett släkte av svampar. Helicomyxa ingår i familjen Hyaloriaceae, ordningen gelésvampar, klassen Tremellomycetes, divisionen basidiesvampar och riket svampar.
| Helicomyxa | \| \| Helicomyxa everhartioides \| \| \| \| |
|            | \| \| Helicomyxa everhartioides \| \| \| \| |
|            | Hyaloria                                    |
|            |                                             |
|            | Helicomyxa everhartioides                   |
|            |                                             |

|  | Helicomyxa everhartioides |
|  |                           |